# NGC 1800
NGC 1800 är en oregelbunden galax i stjärnbilden Duvan. Den upptäcktes den 19 november 1835 av John Herschel. 